# Замок Пелеш
Замок Пелеш (рум. Castelul Peleş) — літня резиденція румунських королів, розташована біля міста Сіная в повіті Прахова у центрі Румунії.

## Історія

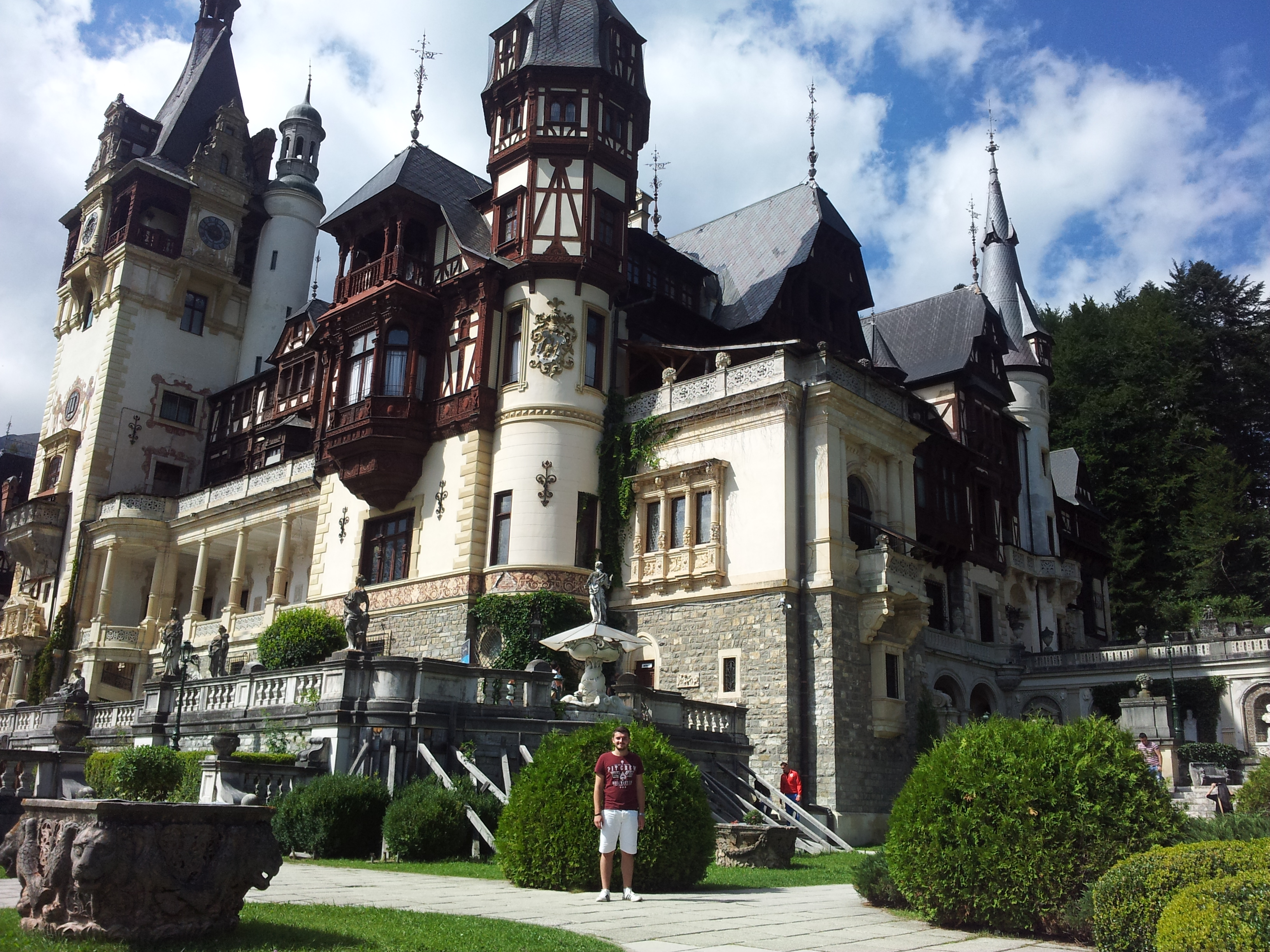
Замок Пелеш

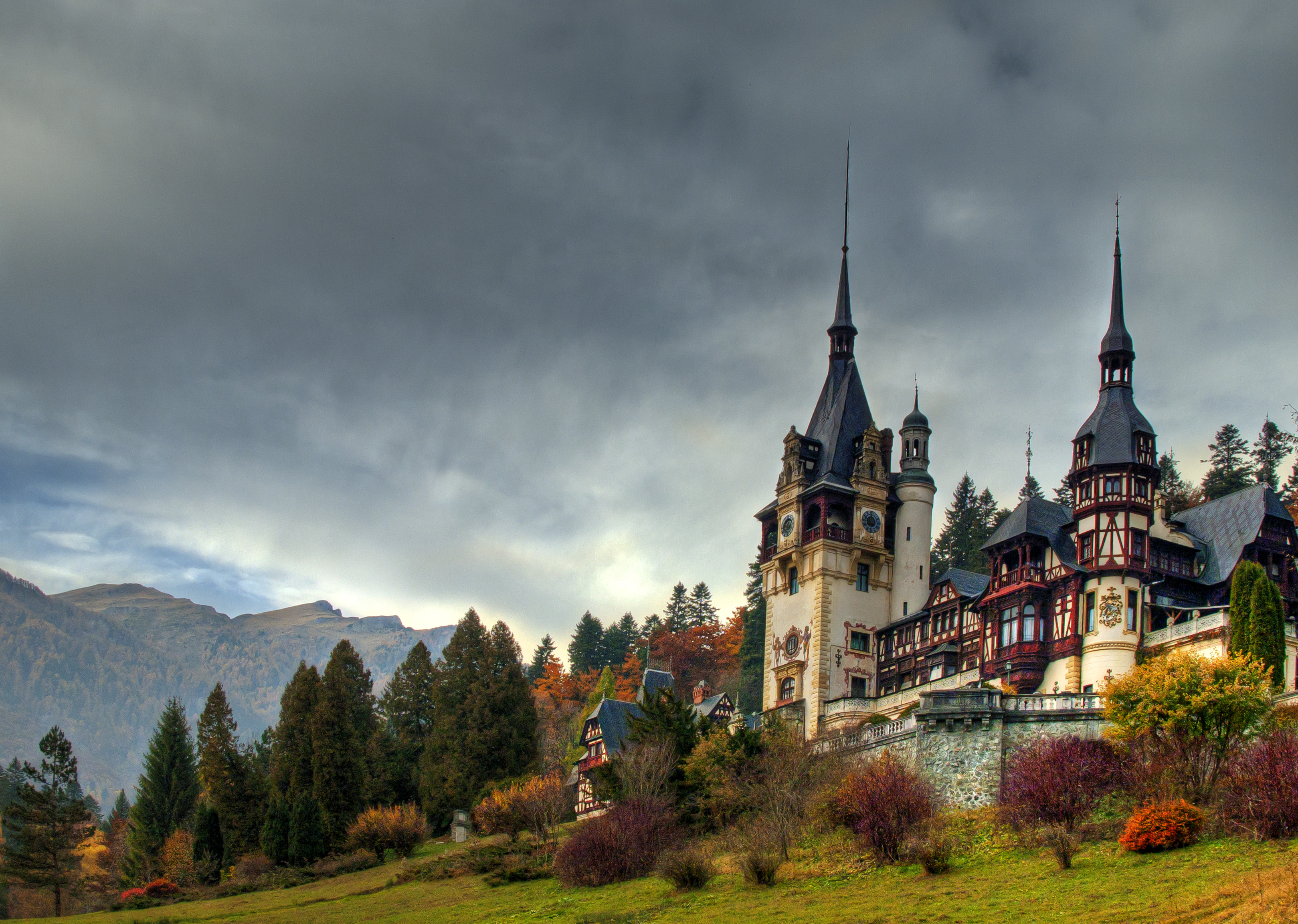
Замок Пелеш восени

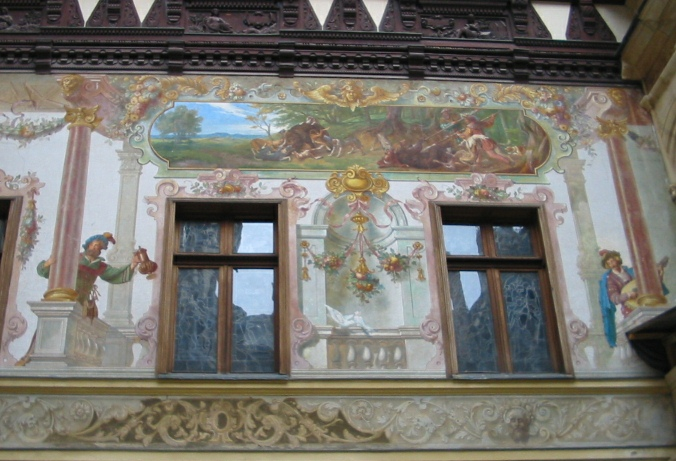
Фреска у внутрішньому дворі

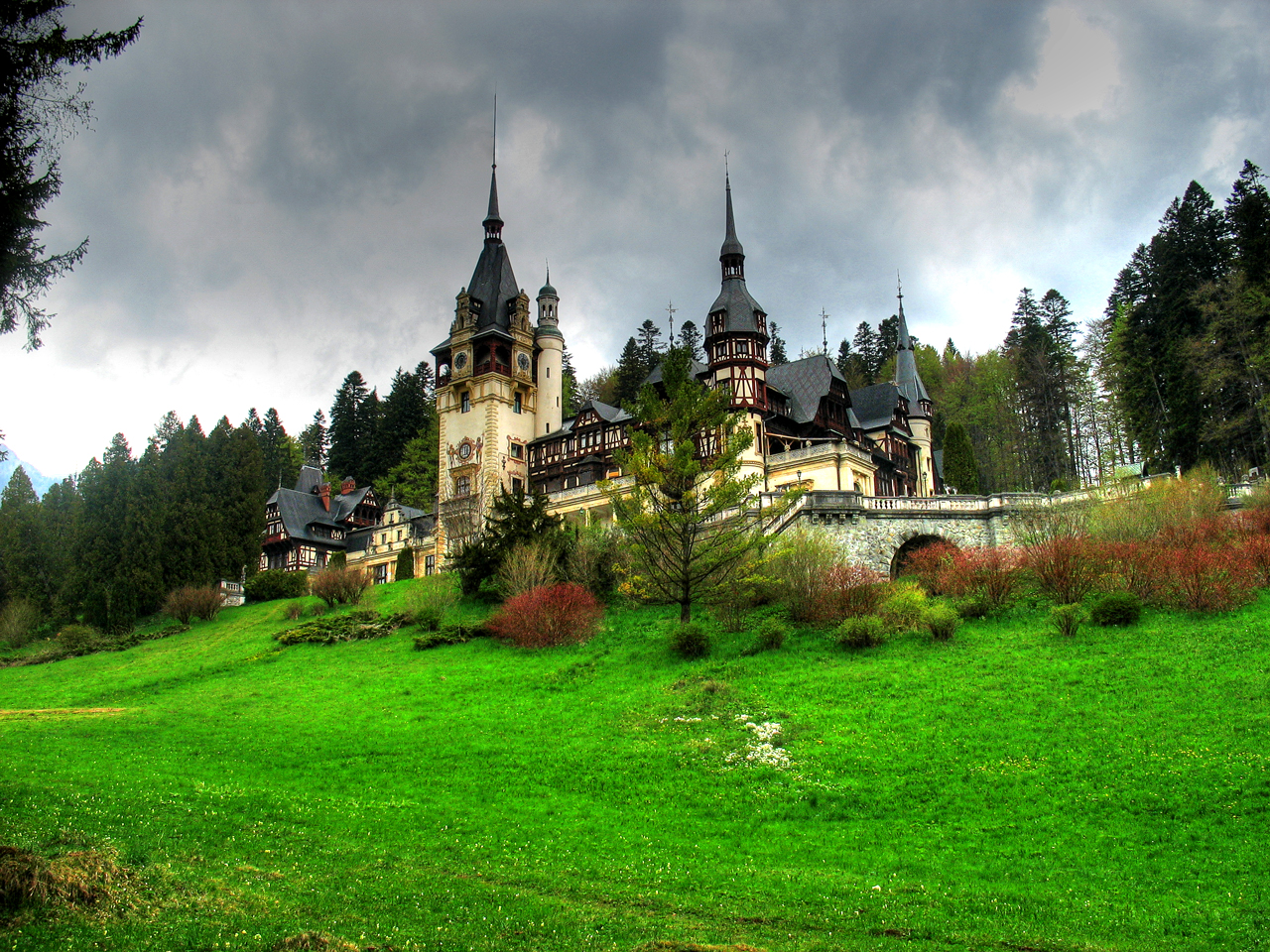
Замок Пелеш весною

Король Кароль I (1839–1914) вперше побував у цих місцях в 1866 році, вони нагадали йому рідну Німеччину, і він назавжди зачарувався ними. У 1872 році ці землі (приблизно 5,3 кв. км) купив король, після цього вони почали іменуватися Королівським доменом Синая, і призначалися для того, щоб стати королівськими мисливськими угіддями й літньою резиденцією монарха.
Перші три архітектурні проєкти замку фактично копіювали інші західноєвропейські палаци, і Кароль I відкинув їх, тому що вони були занадто дорогими й недостатньо оригінальними. Архітектор Йоганн Шульц представив цікавіший проєкт, який сподобався королю: невеликий палац або, скоріше, просторий маєток в альпійському стилі, що поєднує італійську елегантність з естетикою німецького неоренесансу. Вартість будівництва (за період між 1875 і 1914 роками) оцінювалася приблизно в 16 мільйонів золотих румунських леїв (приблизно 120 мільйонів сучасних доларів США).
Замок був закладений 22 серпня 1873 року. Одночасно зводилися інші будівлі, пов'язані з замком: будиночок охорони, мисливський будиночок, королівські стайні та ін. Крім того, була побудована електростанція, і Пелеш став першим електрифікованим замком у світі. Три або чотири сотні людей постійно працювали на будівництві замку. Королева Єлизавета під час будівництва писала у своєму щоденнику:
«Мулярами були італійці, румуни будували тераси, цигани були чорноробами. Албанці та греки працювали по каменю, німці та угорці були теслями. Турки обпалювали цеглу. Інженерами були поляки, а чехи — різьбярами по каменю. Французи малювали, англійці вимірювали — тут були сотні людей у національних костюмах, які розмовляли, співали, лаялися і базікали чотирнадцятьма мовами…»
Будівництво дещо призупинилося під час румунської війни за незалежність 1877–1878 року, але слідом потім дуже прискорилося. Бал з приводу інавгурації замку відбувся 7 жовтня 1883. У 1893 році в замку Пелеш народився Кароль II, наповнивши змістом ім'я, подароване замку королем Каролем I — «колиска династії, колиска нації».
У 1947 році після вимушеного зречення короля Міхая комуністи конфіскували всю королівську власність, включаючи маєток і замок Пелеш. Деякий час замок був відкритий для туристів, а в 1953 році оголошений музеєм. Маєток слугував також для відпочинку румунських діячів культури. В останні роки комуністичного правління, між 1975–1990, Ніколає Чаушеску закрив цю територію для відвідувань, сюди були допущені тільки обслуговчий персонал і служба охорони. Цікаво, що Чаушеску не любив замок і рідко відвідував його. Кажуть, працівники музею, знаючи, що подружжя Чаушеску страждає фобіями, пов'язаними зі здоров'ям, оголосили, що будівлю заражено небезпечним грибком Serpula lacrymans, який в 1980-х роках був дійсно дуже поширений, але вражав тільки деревину.
Після румунської революції 1989 року, замки Пелеш і Пелішор знову були відкриті для туристів. У 2006 році румунський уряд оголосив про повернення замку колишньому королю Міхаю I. Незабаром після здобуття королем своєї власності переговори між ним і урядом поновилися, і Пелеш знову став національним надбанням, відкритим для публіки як історичний пам'ятник і музей. Натомість румунський уряд передав до королівського дому Румунії 30 мільйонів євро. З моменту свого відкриття замок Пелеш приймає щорічно майже пів мільйона відвідувачів. Він відкритий для відвідувачів з 9:00 ранку до 17:00 години вечора. З середи по неділю включно. У листопаді замок закритий. Зі 168 номерів відкриті 35.
У 2008 році замок використовувався на зйомках фільму «Брати Блум» — околиці замку зображували великий маєток в Нью-Джерсі, житло ексцентричної мільйонерки Пенелопи (у цій ролі знімалася Рейчел Вайс).
Також замок використовували для зйомок різдвяних фільмів від Netflix, а саме трилогії про вигадану країну Алдовію та її принца.

## Архітектура

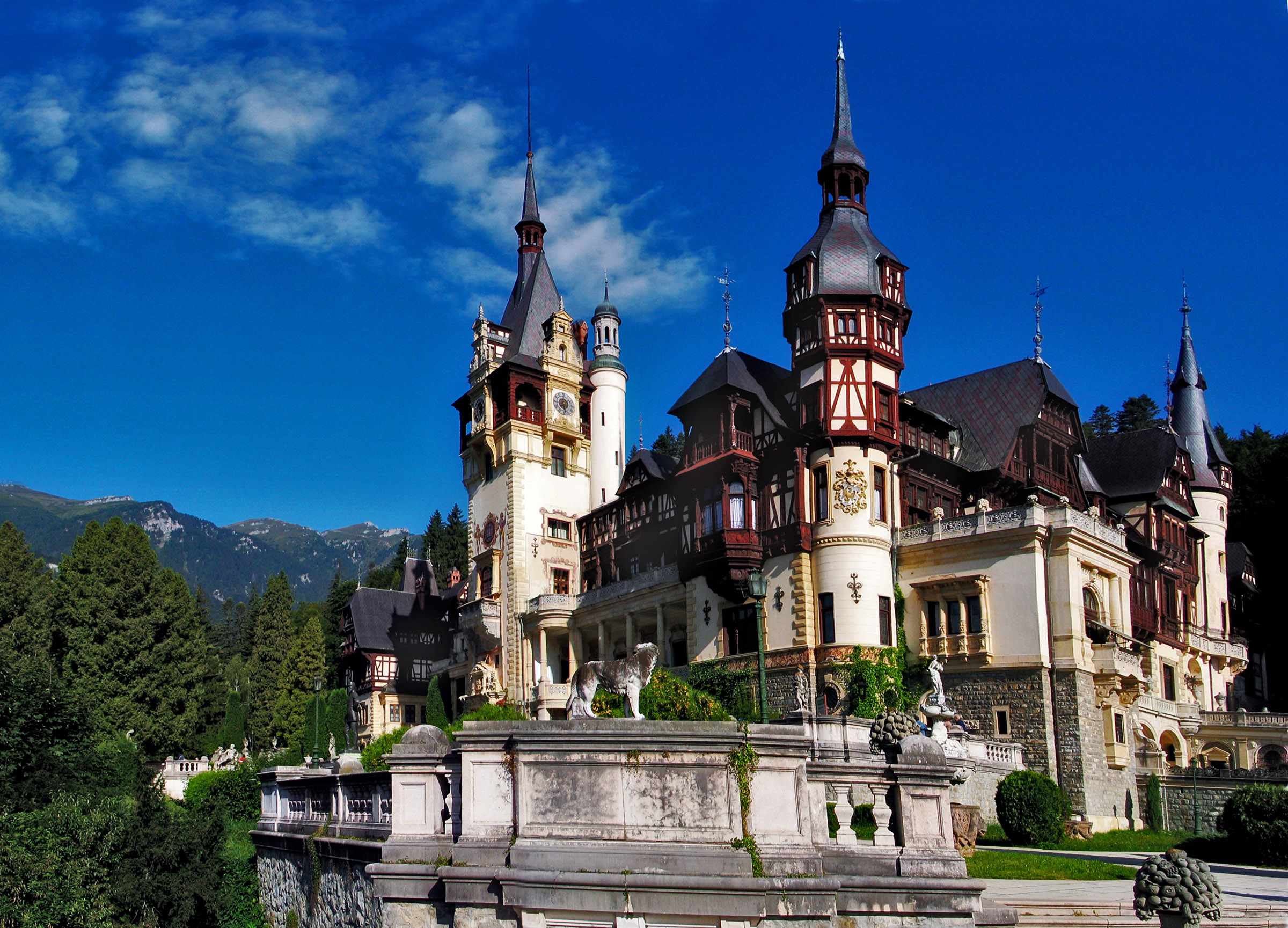
Тераса

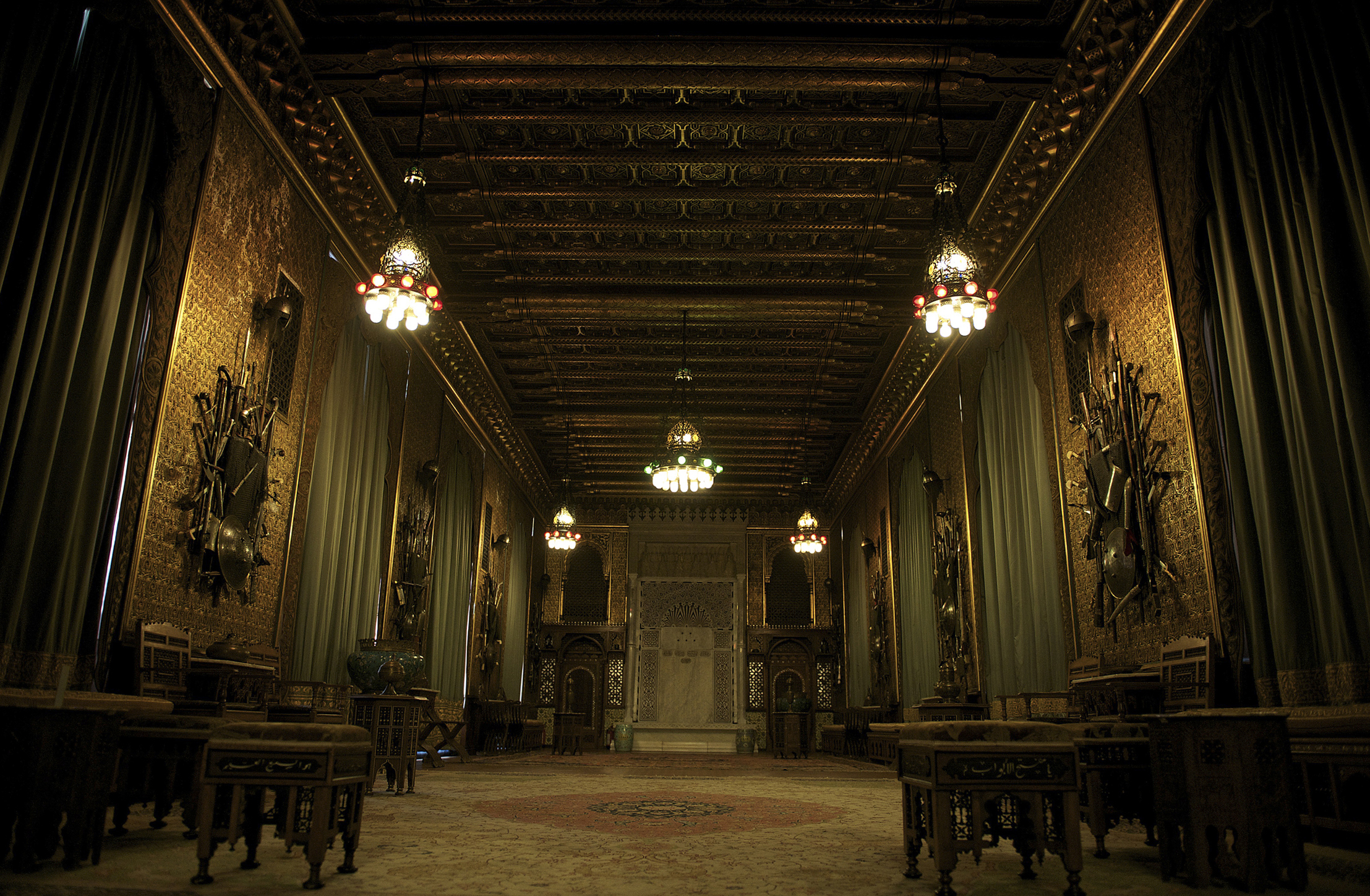
Інтер'єр замку

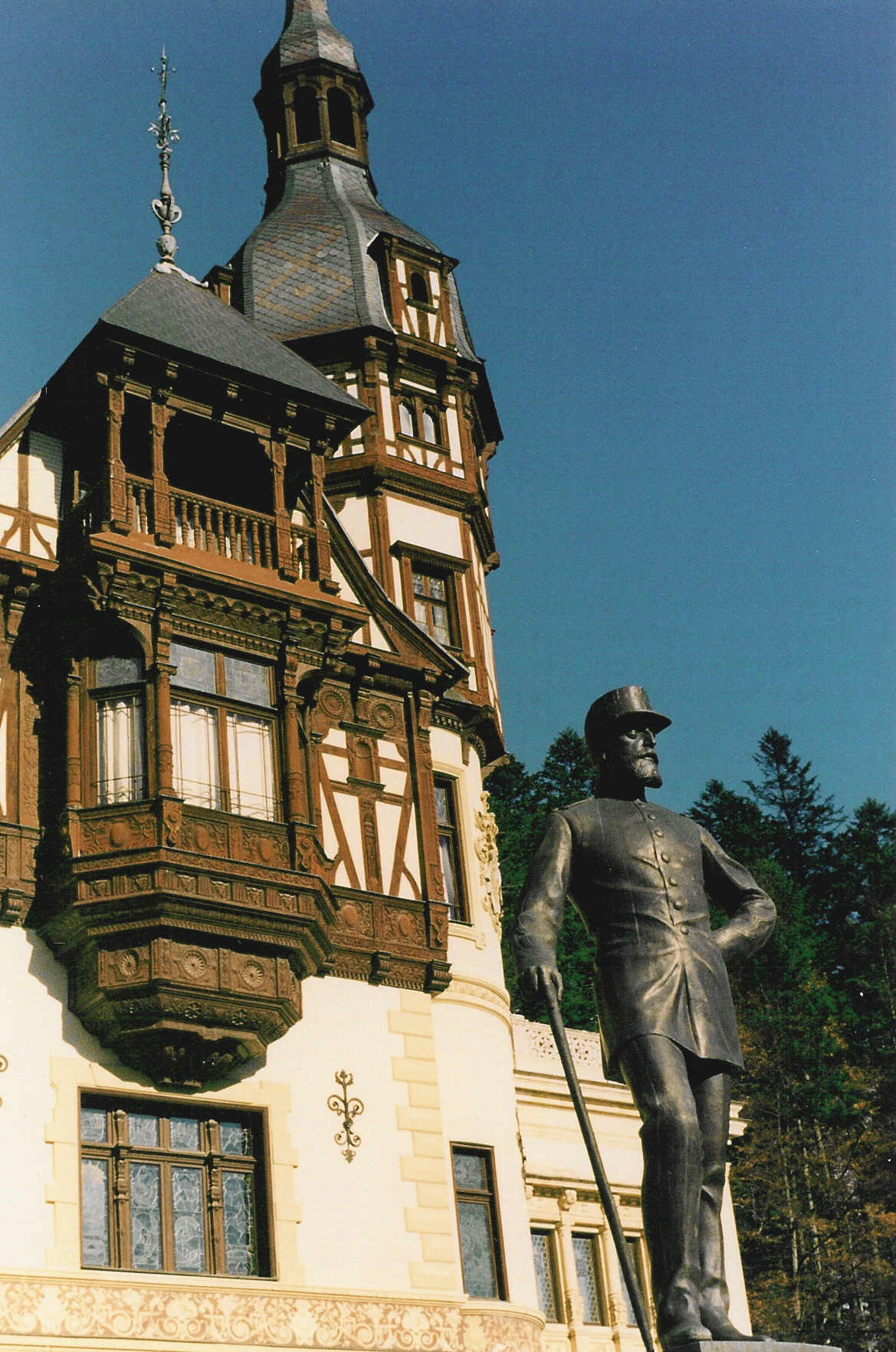
Пам'ятник Каролю I

Архітектурний стиль замку є сумішшю архітектури німецької школи зі стилем неоренесанс.
Першим архітектором замку був німець Йоганн Шульц (1876–1883), його наступником став чеський архітектор Карел Лиман. За своєю будовою і функціями Пелеш є палацом, але його називають замком. Основним архітектурним стилем є неоренесанс, але в фахверкових фасадах внутрішнього двору з їхніми розкішно розписаними стінами відчувається саксонський вплив, а в інтер'єрах, прикрашених багатим різьбленням по дереву і вишуканими тканинами, помітно вплив бароко.
Замок Пелеш має 3200 кв. метрів площі, 168 кімнат, 30 ванних, розкішно обставлених і вишукано декорованих. Він має один із найкращих колекцій творів мистецтва східної та центральної Європи, яка включає скульптуру, живопис, меблі, зброя та обладунки, золоті й срібні вироби, вироби зі слонової кістки, порцеляна, килими та гобелени. Колекція зброї та обладунків налічує понад 4000 предметів. Східні килими вироблені в найкращих майстернях Бухари, Мосула, Испарті і Смірни. Вражає колекція севрської і мейсенської порцеляни, шкіри з Кордови, але найдивовижніше — це вручну розписані вітражі зі Швейцарії.
Перед головним входом розташована статуя короля Кароля I, роботи італійського скульптора Рафаеля Романеллі. На схід від статуї короля розташована статуя королеви Єлизавети, роботи О.Спете. Р. Романеллі автор і інших мармурових статуй, розташованих на семи терасах, які оточують замок, і відтворених також у стилі неоренесанс. Сади й тераси прикрашені фонтанами, сходами, левами та іншими декоративними елементами.

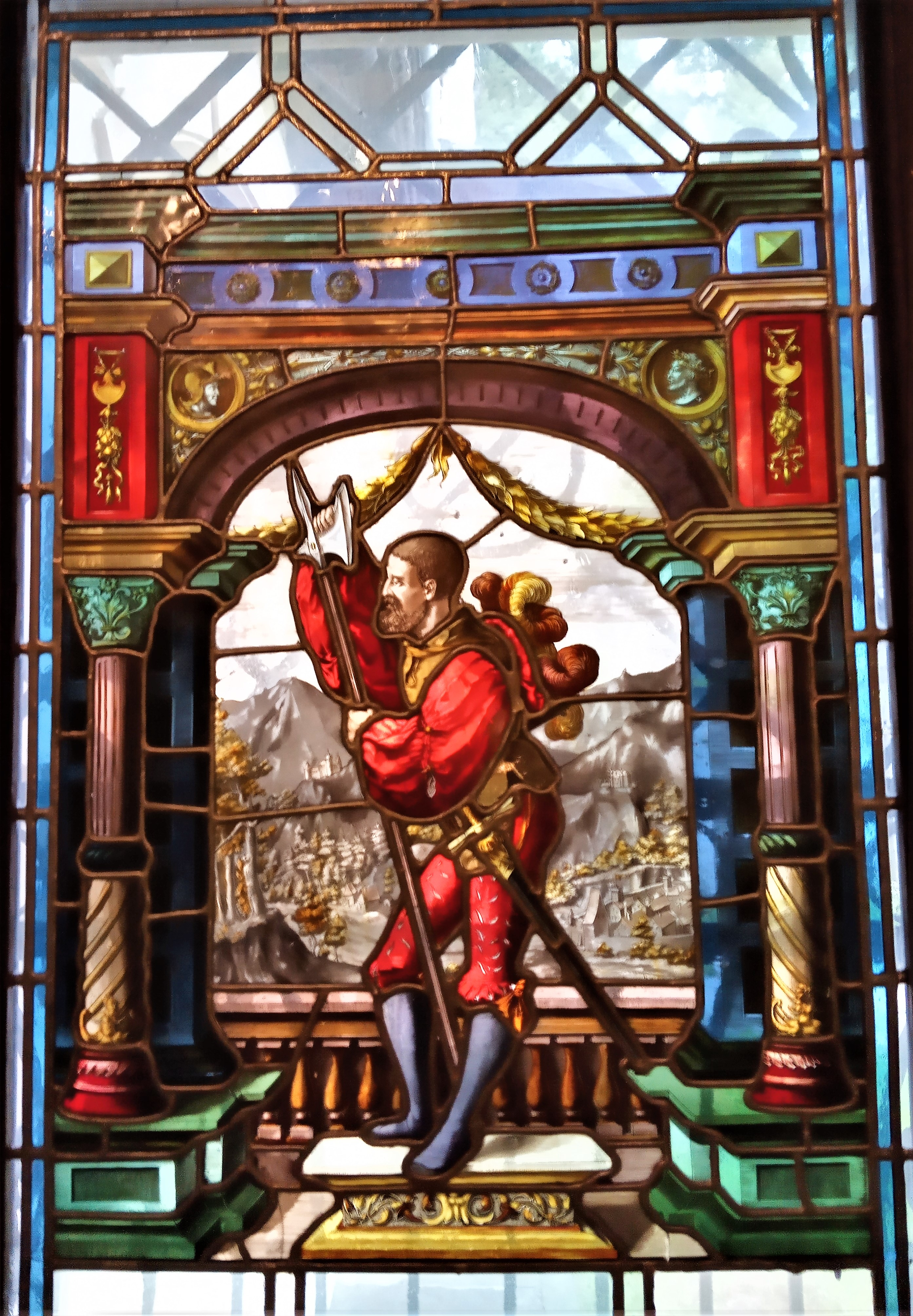
Вітраж замку Пелеш

## Галерея

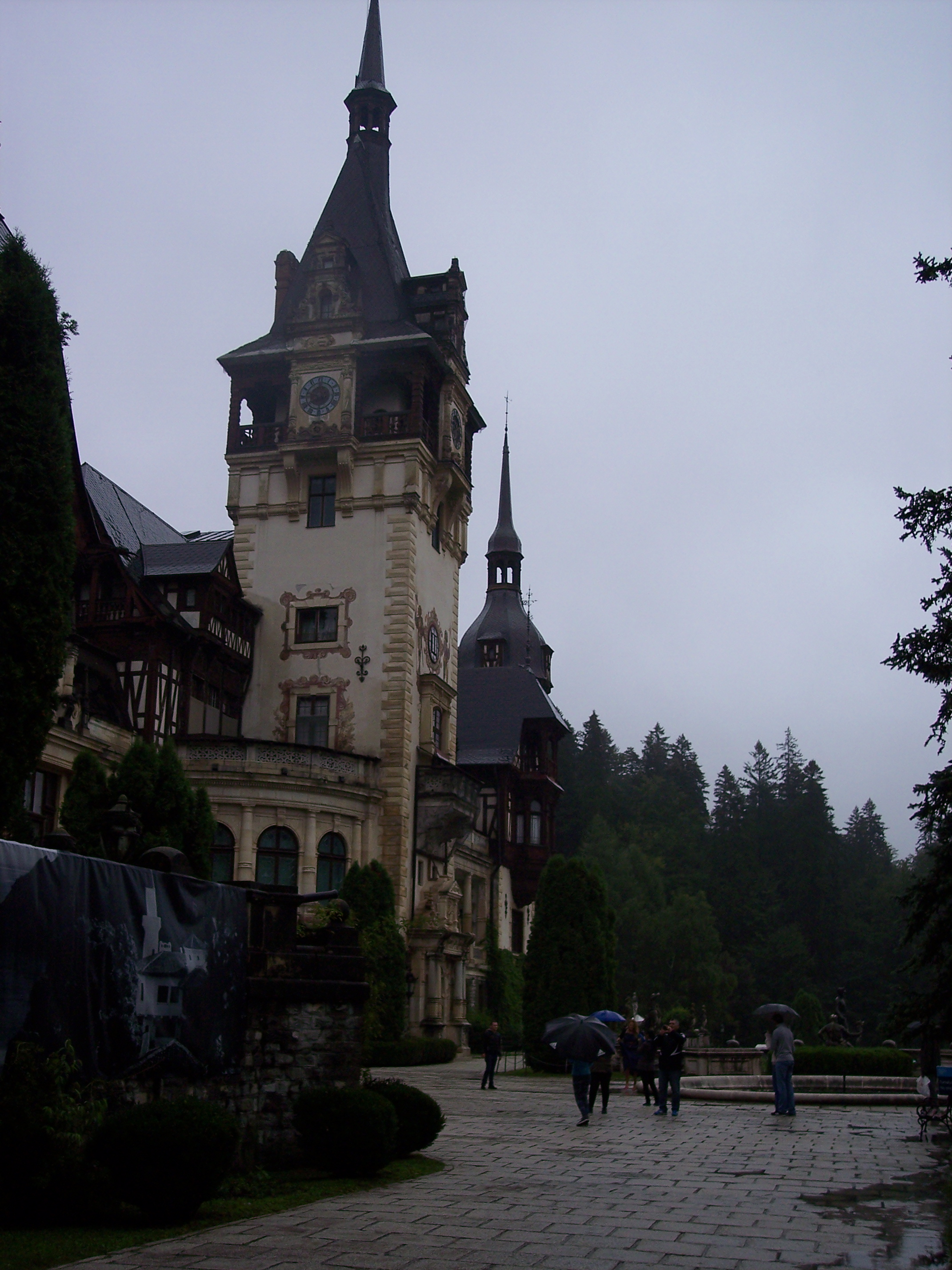
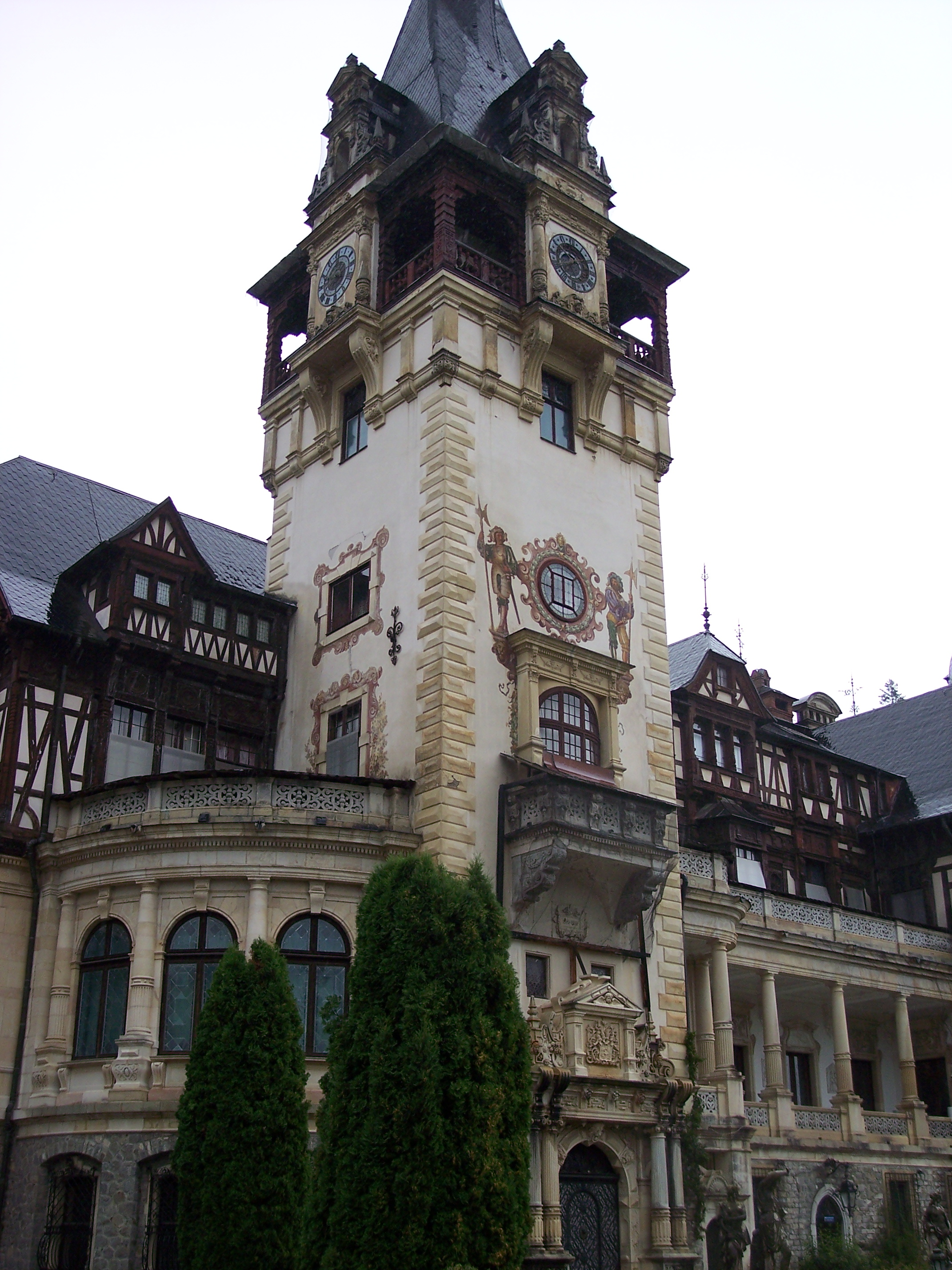
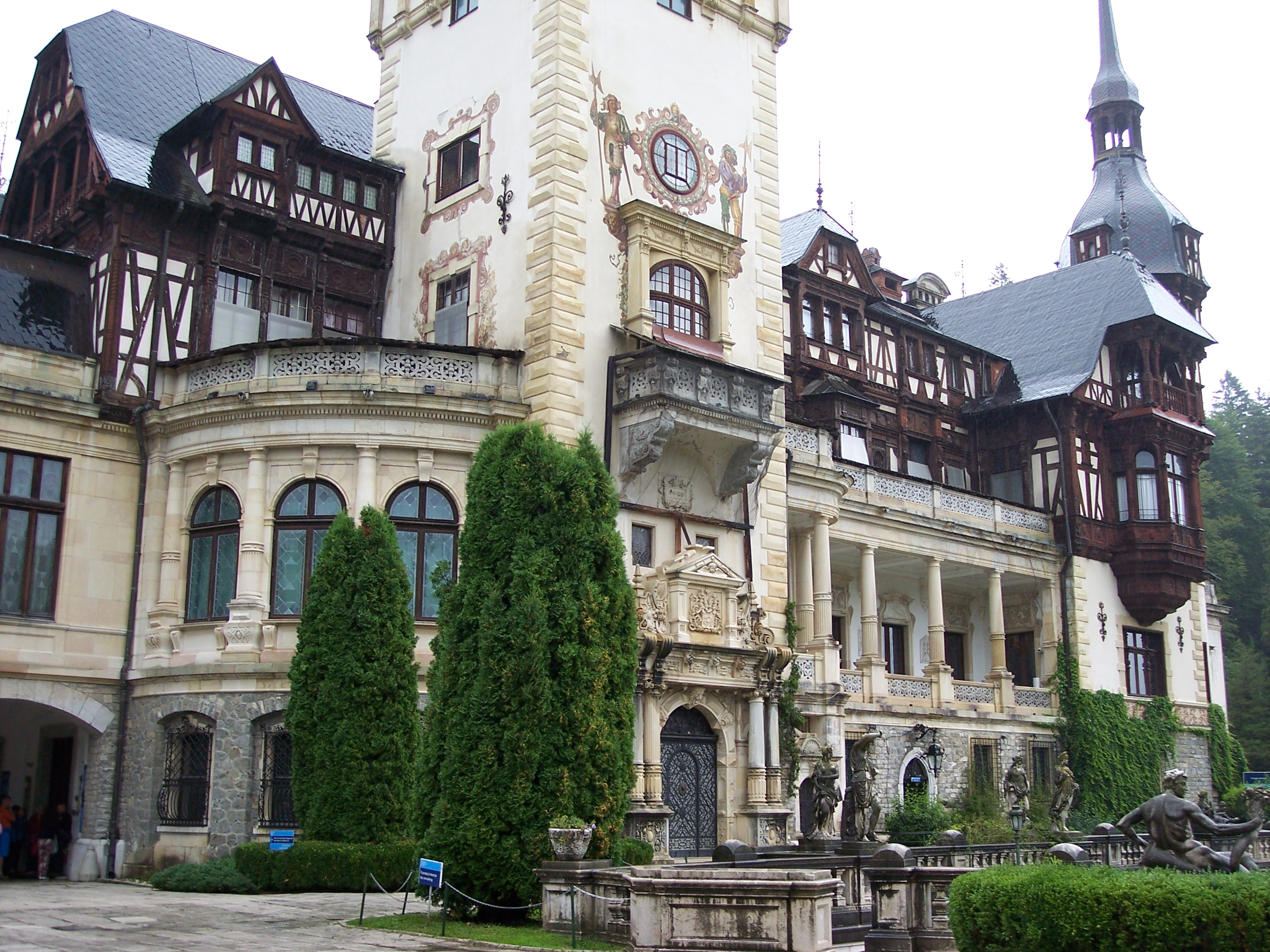
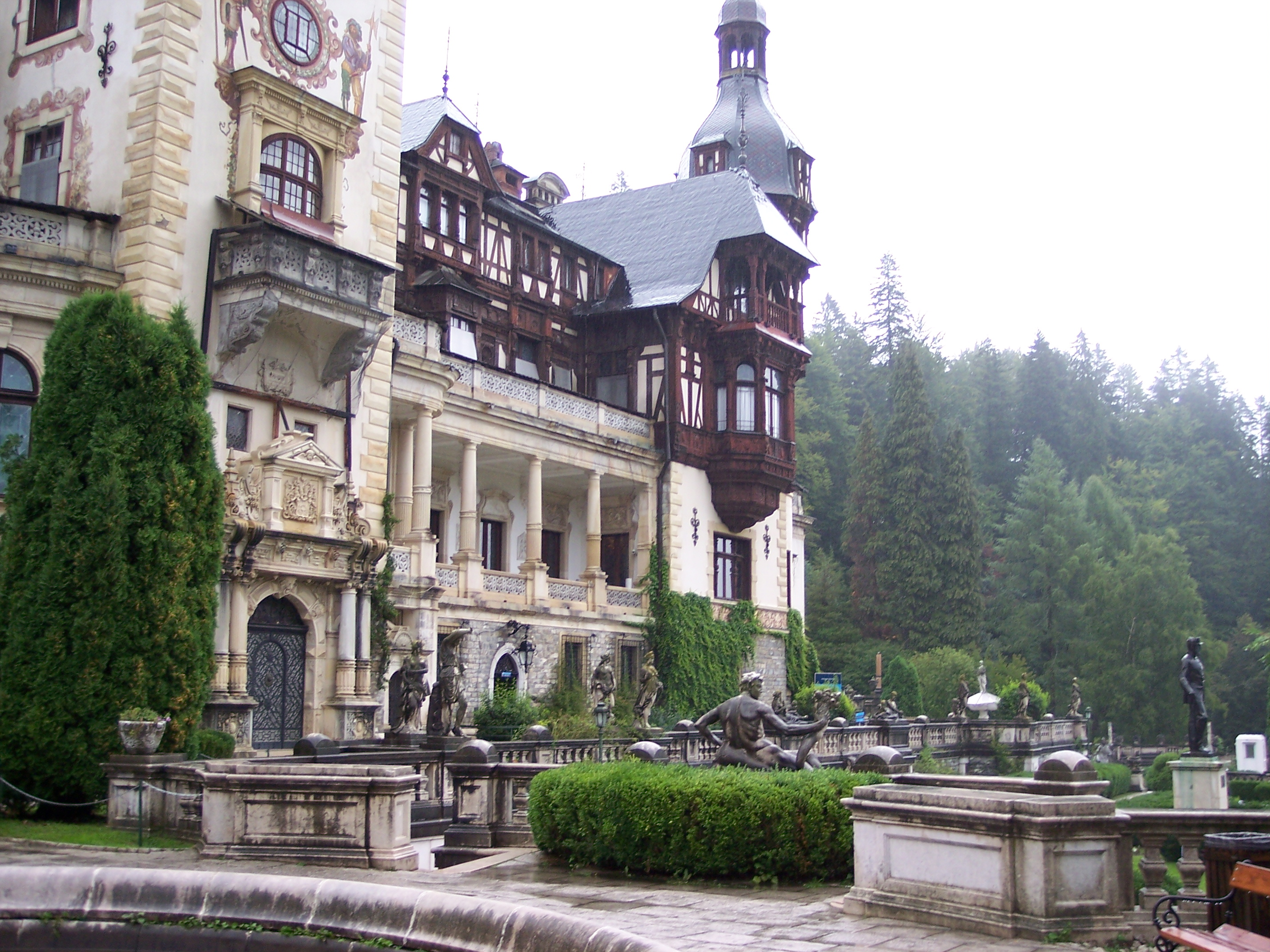
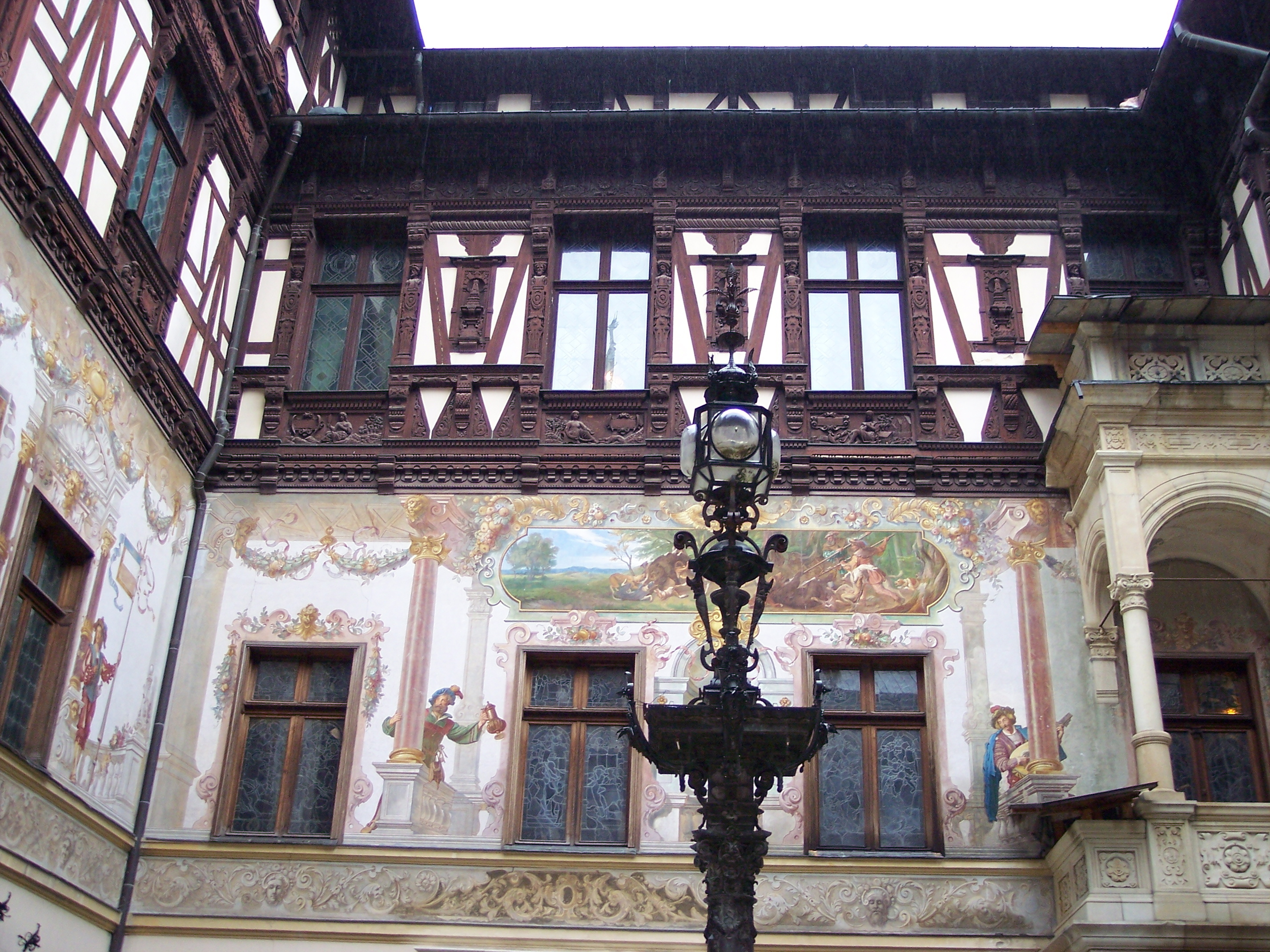
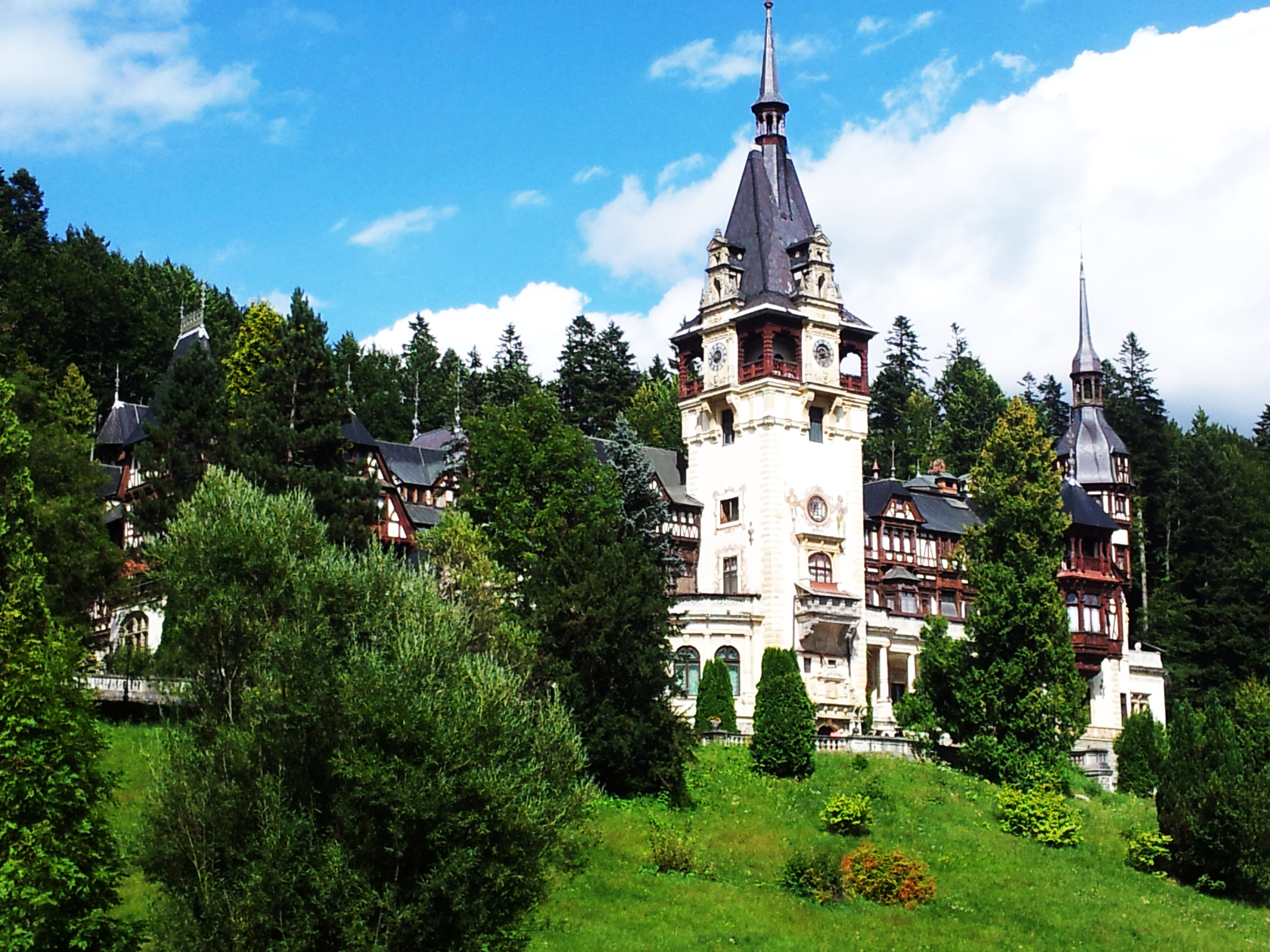
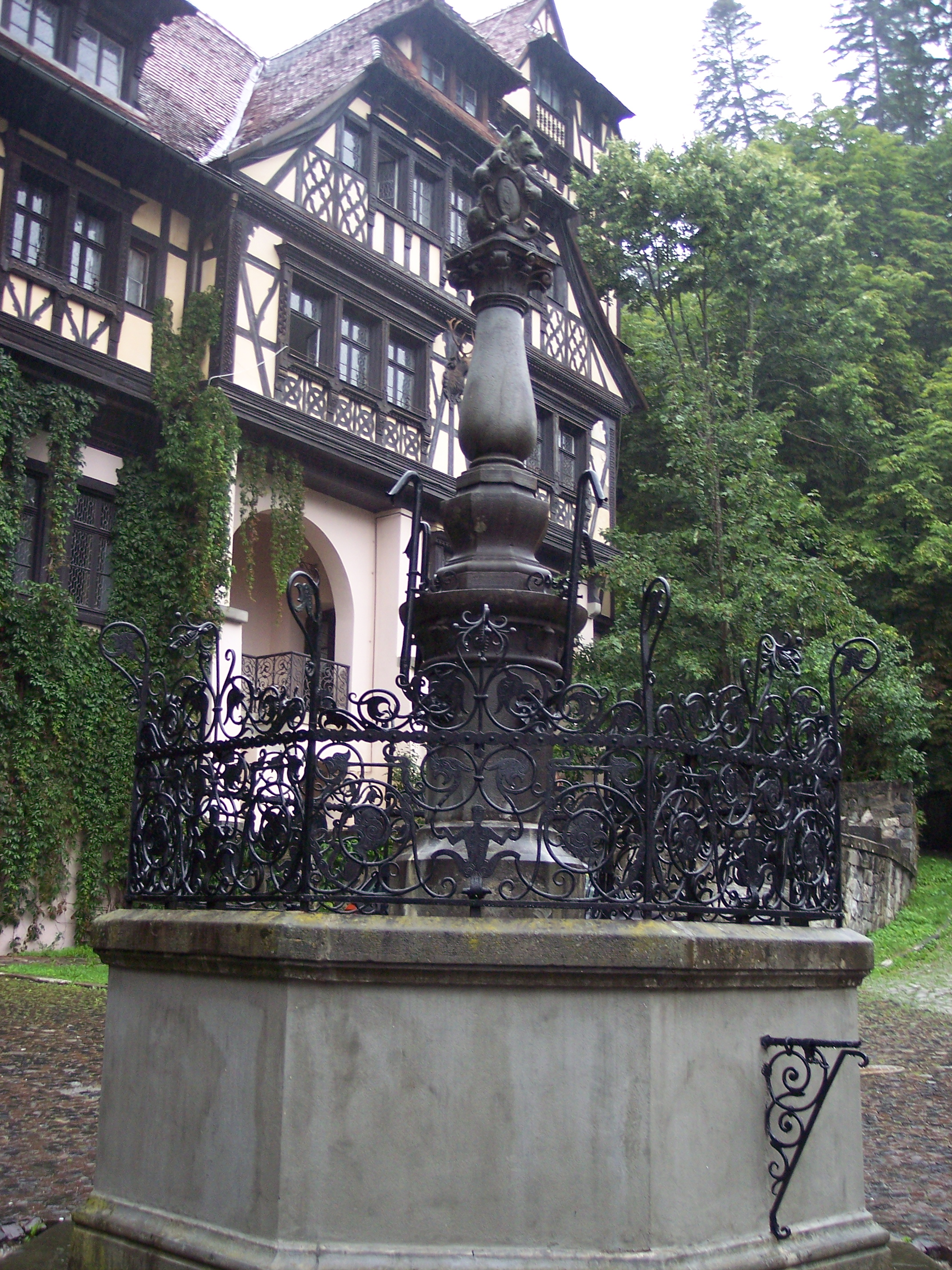